# Mattias Andréasson
David Mattias Andréasson (ur. 29 marca 1981 w Västerås) – szwedzki piosenkarz, wokalista boysbandu E.M.D. (2007–2010).

## Życiorys

### Edukacja
Ukończył naukę w Szkole Muzycznej im. Adolfa Fredrika w Sztokholmie.

### Kariera

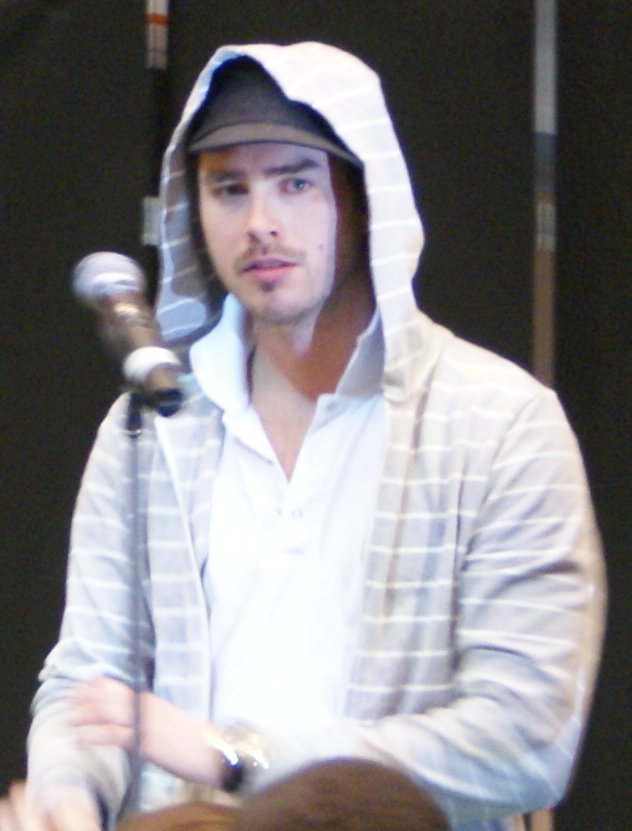
Mattias Andréasson podczas koncertu w Karlstad, 2008

W 2007 brał udział w eliminacjach do szwedzkiej edycji telewizyjnego programu Idol. Po występie w przesłuchaniach przeszedł do kolejnego etapu, w którym wspierany był m.in. przez Daniela Breitholtza, jednego z jurorów talent show. Zajął piąte miejsce, odpadając w odcinku transmitowanym 16 listopada 2007. W trakcie udziału w programie zaprezentował m.in. własną interpretację piosenki Eltona Johna „Your Song”. Jego wersja utworu została wydana jako singiel i dotarła do 48. miejsca szwedzkiej listy przebojów Hitlistan.
Jesienią 2007 został członkiem boysbandu E.M.D., założonego przez Erika Segerstedta i Danny’ego Saucedo. Ze swoim pierwszym wspólnym singlem, „All for Love” (będącym coverem piosenki Bryana Adamsa, Roda Stewarta i Stinga), dotarli do trzeciego miejsca listy przebojów Hitlistan. 20 grudnia odebrali nagrodę Grammis za wygraną w kategorii „Najlepsza piosenka” (za utwór „Jennie Let Me Love You”). W 2008 wydali debiutancki album studyjny, zatytułowany A State of Mind, który w marcu 2009 doczekał się reedycji wzbogaconej o trzy nowe piosenki: „I’m No Romeo”, „Youngblood” i „Baby Goodbye”. Z tą ostatnią uczestniczyli w Melodifestivalen 2009 – zajęli trzecie miejsce w finale. W tym samym roku wydali album świąteczny, zatytułowany Välkommen hem, a w grudniu 2010 – drugi album studyjny, zatytułowany Rewind. Kilka dni po premierze ogłosili zawieszenie współpracy.
Od 8 stycznia do 26 marca 2010 brał udział w piątej edycji programu TV4 Let’s Dance. Jego partnerką taneczną była Cecilia Ehrling, z którą wygrał w finale.
W 2014 nawiązał współpracę z raperem Albinem. W 2014 wydali pierwszy wspólny singiel – „Moment 22”, a w 2015 – „Rik”, z którą zakwalifikowali się do stawki konkursowej Melodifestivalen 2016. 6 lutego 2016 wystąpili w pierwszym półfinale selekcji i awansowali do koncertu „drugiej szansy”. W kwietniu wydali wspólny album studyjny, zatytułowany Insomnia.

## Dyskografia

### Albumy studyjne

#### Wydane z E.M.D.
- A State of Mind (2008, reedycja w 2009)
- Välkommen hem (2009, album świąteczny)
- Rewind (2010)

#### Wydane z Albinem Johnsénem
- Insomnia (2016)